# Lampridia fuliginalis
Lampridia fuliginalis är en fjärilsart som beskrevs av Pieter Cornelius Tobias Snellen 1880. Lampridia fuliginalis ingår i släktet Lampridia och familjen Crambidae. Inga underarter finns listade i Catalogue of Life.